# William Wilberforce
William Wilberforce (Kingston upon Hull, 24 de agosto de 1759 – Londres, 29 de julho de 1833) foi um político britânico, filantropo e líder do movimento abolicionista do tráfico negreiro. Nativo de Kingston upon Hull, Yorkshire, começou sua carreira política em 1780 como candidato independente, sendo deputado do condado de Yorkshire entre 1784 e 1812. Em 1785 converteu-se ao cristianismo, mudando completamente o seu estilo de vida e se preocupando ao longo de toda sua vida com a reforma evangélica. Em 1787, William Wilberforce conheceu Thomas Clarkson (abolicionista britânico) e um grupo abolicionista ao tráfico negreiro que incluía Granville Sharp, Hannah More e Charles Middleton, importantes nomes da época e que juntos persuadiram Wilberforce a entrar também na causa. Assim, Wilberfoce logo se destacou tornando-se líder do grupo britânico abolicionista, liderando uma campanha no parlamento inglês contra o tráfico de escravos que resultou, em 1807, na aprovação do Ato contra o Comércio de Escravos.
No decorrer de sua trajetória política, engajou-se em diversas campanhas sempre dedicadas ao combate das injustiças ou da crueldade. Assim, por exemplo, a Sociedade pela Prevenção à Crueldade contra os Animais.
Apesar da importância da conquista da lei que proibia o tráfico de escravos nos navios britânicos, Wilberfoce prosseguiu lutando pela completa proibição da escravidão no império britânico. Em 1826, por debilidade em sua saúde, renunciou ao Parlamento britânico. Em 1833, após três dias da aprovação do Ato de Abolição da Escravidão (Slavery Abolition Act), Wilberforce faleceu, tendo seu corpo sido enterrado na Abadia de Westminster.
O Ato de Abolição da Escravidão sancionou o fim da escravidão mesmo nas colônias britânicas, especialmente na África, apesar de algumas exceções. 
Em 2006 teve seu esforço abolicionista registrado no filme Amazing Grace, sendo seu personagem representado pelo ator galês Ioan Gruffudd. Por sua dedicação em acabar com a escravidão, é celebrado como santo pela Comunhão Anglicana, sendo sua festa litúrgica comemorada em 30 de julho.
CARTA DE JOHN WESLEY A WILLIAM WILBERFOCE
A Wilberforce (1791)
[O Diário de Wesley de 22 de Fevereiro mostra que a Sra Ritchie leu para ele antes do café da manhã a vida de um negro escravo, Gustavus Vassa, para a qual ele tinha sido um dos assinantes. Ele leu também em sua carruagem a caminho de Leatherhead, onde pregou seu último sermão na casa do Sr. Belson, e aparentemente nesta manhã de quinta-feira, já que se dirigiu a Balham proveniente de Mickleham, onde passou a noite na moradia do vigário, Rev. Thomas Roger Filewood, que manteve a casa de 1771 a 1802. Ele chegou às 4h30 e tomou chá e sopa. Ele o havia visitado e ao Sr. Benson em 25 de Janeiro em sua última visita a Dorking.
Vassa nasceu na África em 1745, foi sequestrado e vendido como escravo em Barbados. Em 1757, seu dono o vendeu para a Inglaterra, e nesta viagem o capitão deu-lhe o nome de Gustavus Vasa. Ele foi batizado na igreja de St. Margareth, Westminster, em 1759, e teve muitas aventuras em nossa Marinha e nas Índias Ocidentais.
O enunciado em seu livro (ii.77 de que nenhum testemunho de um homem negro é admitido contra algum homem branco nas Índias Ocidentais causou uma grande impressão em Wesley. Professor Coupland diz que esta carta (que é etiquetada por Wulberforce. ‘John Wesley, suas últimas palavras. Comércio Escravo’, ecoou nas convicções mais íntimas de Wilberforce. ‘No mesmo espírito em que o velho guerreiro tirou sua armadura, o jovem guerreiro cingiu a sua’.
Alguns poucos dias antes do Debate sobre a Abolição, em 1781 , ele escreve: ‘Possa eu pedir Eu busco Dele sabedoria e força e poder de persuasão. E atribuo a Ele todo louvor, se eu tiver êxito, e se eu falhar, digo de todo coração, “Que seja feita a Sua Vontade!’.

Em 20 de Abril, os Comuns rejeitaram a moção de Wilberforce por 163 votos a 88, embora Pitt, Fox e Edmund Burke falassem em sua exposição, e não foi até 1807 que a grande vitória aconteceu. Veja Diário viii. 127-8, Wilberforce. A Narrativa, p. 141, e carta para Granville Sharp em 11 de Outubro de 1787].
A William Wolberforce
Balam, 24 de Fevereiro de 1791
Prezado Senhor,
A menos que o poder divino o tenha levantado para ser como Atanásio contra o mundo, eu não vejo como você poderá prosseguir com seu intento de opor-se contra aquela execrável vilania, que é o escândalo da religião da Inglaterra e da natureza humana. A menos que Deus o tenha erguido para isto, você se sentirá exausto pela oposição de homens e demônios. Mas, se Deus estiver com você, quem poderá ser contra? Serão todos os homens juntos mais fortes do que Deus? Não se canse de fazer o bem. Eu sigo em frente em nome de Deus e no poder de Sua força, até que a escravidão americana (a mais vil que alguma vez viu o sol) possa ser banida diante dele.
Lendo esta manhã um tratado escrito por um pobre africano, eu fique particularmente chocado pela circunstância de que um homem que tenha a pele negra possa ser ofendido ou ultrajado por um homem branco não tem reparação. Em se tratando de uma lei em nossas colônias que o juramento de um negro contra um branco serve para nada. Que vilania é esta!
Que Aquele que o tem guiado desde a juventude possa continuar a fortalecê-lo nisto e em todas as coisas é a minha oração, prezado senhor!
Seu afetuoso servo!

J.wesley